# Герб Палмели
Ге́рб Палме́ли — офіційний символ містечка Палмела, Португалія. Використовується як територіальний герб. У золотому щиті рука, що виступає з основи і тримає зелену пальмову гілку. Обабіч неї дві червоні вежі з золотими вікнами і брамами. У главі щита п'ятірка португальських щитків. По обох боках від неї два пурпурних Яківські хрести, по центру яких золоті мушлі морських гребінців. Щит увінчує срібна мурована містечкова корона з чотирма вежами.  Під щитом біла стрічка, на якій великими літерами напис португальською: «vila de Palmela» (містечко Палмела).  Офіційно затверджений 4 червня 1986 року.  

## Галерея

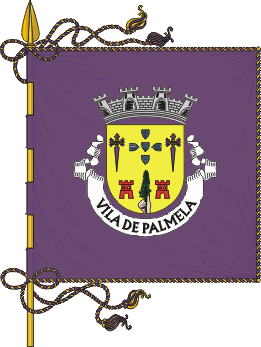
Прапор